# Cheddarost
Cheddarost er fremstillet af komælk. Osten har en lysebrun, tør skorpe, og dens konsistens er fast og elastisk.
Osten har navn efter landsbyen Cheddar i Somerset, hvor den oprindelig blev fremstillet. I dag laves den over hele verden.
Cheddarost har været fremstillet i hvert fald siden 1170, da regnskabslister fra kong Henrik 2. af England i 1170 registrerede indkøb af 4.640 kg til en pris af en farthing pr. pund, dvs en samlet pris på £ 10,67. I Charles 1.s tid (1600–1649) var efterspørgslen efter cheddar så meget større end udbuddet, at man kun fik cheddar ved kongens hof og måtte forudbetale for osten, før den blev lavet. Robert Falcon Scott tog næsten 1.600 kg cheddarost, lavet i Cheddar, med på Discovery-ekspeditionen.
Cheddarost udgør halvparten af al ost solgt i Storbritannien, men den eneste udgave, der faktisk fremstilles i Cheddar, kommer fra The Cheddar Gorge Cheese Company, som modner sin ost i drypstenshulen Gough's Cave. Nathan Baileys opslagsværk fra 1721 fortæller, at Cheddar er det mest berømte sted i England for fremstilling af store, fine, fyldige og velsmagende oste; og at mælken fra byens køer hver dag blev samlet i et fællesrum, hvor egnede personer modtog den og skrev hver husholdnings levering op i en bog, hvorefter en fælles ost blev lavet.
Romerne kan have bragt opskriften til England fra regionen Cantal i Auvergne. Traditionelt skulle cheddarost fremstilles ikke længere end 48 km fra katedralen i Wells. Under anden verdenskrig blev det meste af den britiske mælk benyttet til at fremstille en type ost omtalt som Government Cheddar som del af krigsøkonomien og rationeringen. Det havde nær medført, at al anden osteproduktion i landet blev indstillet. Før første verdenskrig fandtes der mere end 3.500 osteproducenter i Storbritannien; i 1945 var der færre end 100 tilbage.
Først i 1954 ophørte osterationeringen, ni år efter krigen. Før krigen var 514 gårde involveret i fremstilling af en lang række cheddar-typer. I 1974 var det kun 33 gårde, der fremstillede cheddar, for det meste af ensartet smag og kvalitet. Først omkring 1995 begyndte britisk ostekultur en opblomstring.
Joseph Harding (1805 i Wanstrow, Somerset – 1876 i Marksbury, Somerset), kaldet "cheddarostens far", moderniserede fremstillingsteknikken for ost og beskrev den ideelle Somerset-cheddar som "tæt og fast af tekstur, blød, fyldig med en tendens til at smelte i munden, og med en fyldig, fin smag, omtrent som hasselnød!" Cheddarost er den mest udbredte og mest spiste ost i verden.
I Irland blev cheddarost uddelt til ubemidlede før jul i 2009 og 2010.

## Ekstern henvisning
- Wikimedia Commons har flere filer relateret til Cheddarost

| Mad og drikke | Spire Denne artikel om mad og drikke er en spire som bør udbygges. Du er velkommen til at hjælpe Wikipedia ved at udvide den. |